# Tvple
Tvple（朝: 티비플）は、かつて存在した大韓民国の動画共有サービスである。
インターネットユーザーが、インターネット・ミームを使ったパロディ映像をはじめ色々なCGMを制作してアップロードするサイトとして知られた。2015年11月11日から株式会社ウルトラモンスターによって法人化され、2019年4月30日に運営を終了しした。

## システム
アップロード可能な動画サイズの上限は500MBである。対応する解像度は720pの60FPSが最大である。

## クルム（구름）
Tvpleの最大の特徴は、動画の視聴者が直接画面上にクルム（コメント）を挿入できることである。元、クルムは雲を意味する。しかし、人気のある動画では画面がクルムでいっぱいになり、動画の内容を妨害してしまうという問題がある。そのような場合は動画プレイヤーの下のボタンでクルムを非表示にできる。

## 関連サイト
- ニコニコ動画
- ビリビリ動画